# Pogonostoma (Eupogonostoma)
Pogonostoma (Eupogonostoma) – podrodzaj chrząszczy z rodziny biegaczowatych, podrodziny trzyszczowatych i rodzaju Pogonostoma.

## Taksonomia
Podrodzaj wprowadzony został w 2007 przez Jiriego Moraveca, a jego gatunkiem typowym ustanowiony gatunek Pogonostoma cylindricum.

## Występowanie
Wszystkie należące tu gatunki są endemitami Madagaskaru.

## Systematyka
Opisano dotychczas 4 gatunki z tego podrodzaju:
- Pogonostoma (Eupogonostoma) angustum Fleutiaux, 1899
- Pogonostoma (Eupogonostoma) aurovirescens J.Moravec, 2007
- Pogonostoma (Eupogonostoma) brevicorne W.Horn, 1898
- Pogonostoma (Eupogonostoma) cylindricum Fleutiaux, 1902